# جورج مکریدی
جورج مکریدی (انگلیسی: George Macready؛ ۲۹ اوت ۱۸۹۹ – ۲ ژوئیهٔ ۱۹۷۳) هنرپیشه اهل ایالات متحده آمریکا بود.

## فیلم‌شناسی
از فیلم‌هایی که وی در آن نقش داشته است، می‌توان به تاراس بولبا، داستان بازرس، راه‌های افتخار و شمشیرزن اشاره کرد.

## مرگ
مکریدی بر اثر آمفیزم درگذشت. جسد او به دانشکده پزشکی UCLA اهدا شد.